# 富士市立富士川第一小学校
富士市立富士川第一小学校（ふじしりつふじかわだいいちしょうがっこう）は、静岡県富士市にある公立小学校。学校周辺では、富士川越しに富士山を望むことができ、河岸段丘上に位置するため、駿河湾や伊豆半島の山々も見渡せる。

## 概要
- 学校教育目標 「つなぐ」[1]
- 重点目標 「えがおで チャレンジ！」
- 校歌　作詞：植松繁　作曲：惣田三四司[2]

## 学区
北に位置する木島地域の３区、学校周辺の岩淵地域の６区、富士川駅周辺の中之郷地域の１５区からなる。

## 進学先中学校
- 富士市立富士川第一中学校

## 周辺地域
- 富士川こども園（2025年4月開設）
- 富士川第一中学校
- 富士川第一公園（うら山公園）
- 富士川ふれあいホール
- 古谿荘庭園（旧田中光顕別邸）[3] - 国重要文化財

## アクセス
- 旭町（バス停）から約400m
- 富士川駅（東海道本線）から約800m

## 沿革
- 明治6年（1873年）9月 岩淵の清源院に文淵閣として小学校開校[4]
- 明治25年（1892年）5月 富士川尋常高等小学校と改称
- 昭和16年（1941年）4月 富士川国民学校と改称
- 昭和22年（1947年）4月 富士川町立富士川小学校と改称
- 昭和30年（1955年）8月 プール完成
- 昭和32年（1957年）4月 富士川町立第一小学校と改称
- 昭和32年（1957年）10月 校歌制定
- 昭和36年（1961年）3月 完全給食実施
- 昭和39年（1964年）4月 特殊学級新設
- 昭和41年（1966年）8月 新校舎落成
- 昭和43年（1968年）5月 体育館落成
- 昭和48年（1973年）11月 創立100周年記念式典挙行
- 昭和57年（1982年）6月 フラワーベルト造園
- 昭和59年（1984年）6月 フラワーライン造園
- 平成10年（1998年）9月 運動場整備・散水機設置
- 平成11年（1999年）12月 コンピュータ室使用開始
- 平成14年（2002年）10月 郡教育委員会連絡協議会指定の研究発表会を開催
- 平成18年（2006年）10月 校舎大規模改修完成
- 平成20年（2008年）11月 富士市と合併し、富士市立富士川第一小学校と改称
- 平成22年（2010年）2月 百葉箱の設置
- 平成23年（2011年）3月 理科室・家庭科室ガス栓工事
- 平成23年（2011年）4月 プール配管工事
- 平成24年（2012年）6月 プールサイド工事
- 平成25年（2013年）6月 大プール底面補修工事
- 平成26年（2014年）1月 敷地外周フェンス取付工事
- 平成26年（2014年）7月 受水槽移設工事
- 平成26年（2014年）9月 体育館新設工事開始
- 平成26年（2014年）12月 体育器具庫・外トイレ改修
- 平成27年（2015年）8月 旧体育館解体
- 平成27年（2015年）11月 体育館落成
- 平成28年（2016年）1月 富士市立富士川第一幼稚園併設工事完了
- 平成29年（2017年）8月 プール循環操作機交換
- 平成30年（2018年）1月 AED体育館西側壁に設置
- 平成30年（2018年）11月 富士市合併10周年記念式典開催（富士川ふれあいホール）
- 平成31年（2019年）2月 正門の創立百周年記念「校歌碑」を校舎南側に移動
- 令和1年（2019年）6月 プールサイド・機械室工事
- 令和1年（2019年）6月 普通教室エアコン設置工事完了
- 令和2年（2020年）4月 コミュニティスクール制度運用開始
- 令和2年（2020年）6月 プール内装工事完了
- 令和3年（2021年）2月 GIGAスクール構想 一人一台端末設置工事完了
- 令和3年（2021年）7月 運動場南側防球ネット嵩上げ工事